# Echidnă
Echidna este un mamifer, ce aparține ordinului monotremelor, familia Tachyglossidae. Poate trăi până la 25 ani în captivitate.

## Descrierea speciei
Echidna este un mamifer de mărime medie, având o lungime  de până la 30-78cm și o masă de până la 6–10
 kg, deși unele subspecii ale Zaglossus ar cântări mai mult. Echidnele au un nas lung (de 10–12 cm) și o acuitate olfactivă foarte înaltă. Au de-asemenea o acuitate vizuală foarte slabă, însă au un auz foarte dezvoltat. Ele mai au o limbă lungă (de aproximativ 20 cm)  și lipicioasă, fiind acoperită cu un fel de mucus. Musculatura și scheletul lor este foarte dezvoltat. Corpul echidnelor este acoperit cu un fel de ace scurte, a căror lungime poate atinge 5 cm, iar în lǎțime aproximativ 0,5 cm. Acești spini sunt doar fire de păr modificate. Echidna are o temperatură a corpului de aproximativ 30-31 grade Celsius.

## Hrănirea
Echidna este un animal carnivor, ce se hrănește cu insecte și diferite nevertebrate.

## Reproducerea
Echidnele sunt animale solitare. Însă în sezonul de împerechere (Iunie- August), ele eliberează un miros puternic, care să atragă partenerii de sex opus. La 14 zile de la împerechere, un ou este depus în marsupiu și eclozează după 10-14 zile. Puiul rămâne în marsupiu timp de 6-7 săptămâni, timp în care el crește de până la 500 de ori și îi cresc ace, ca să se apere.

## Aria de răspândire
Reprezentanții genului Zaglossus pot fi găsiți în Noua Guinee, iar cei ai genului Tachyglossus sunt prezenți în Australia, dar și în Tasmania.